# Pseudomystus moeschii
Pseudomystus moeschii är en fiskart som först beskrevs av Boulenger, 1890.  Pseudomystus moeschii ingår i släktet Pseudomystus och familjen Bagridae. Inga underarter finns listade i Catalogue of Life.